# 絲綢大自然
絲綢大自然是位於印尼萬丹省丹格朗和南丹格朗之間的新市鎮，全區共計800公頃，距離印尼首都雅加達約25公里，地處於雅加達西南部。建國大學，一所印尼頂尖的私立大學也位於這裡。